# التینیاکا، کاملوکا
التینیاکا، کاملوکا (به لاتین: Altınyaka, Kumluca) یک منطقهٔ مسکونی در ترکیه است که در استان آنتالیا واقع شده‌است.